# Requiem of the Apocalypse
Requiem of the Apocalypse è il quarto album dei Runemagick, pubblicato nel 2002 per conto della Aftermath Records.

## Tracce
1. Preludium – 1:01
2. Temple of Skin – 6:37
3. Beyond Life – 5:11
4. On Chariots to Hades – 6:49
5. Dawn of the Lava Aeon – 4:18
6. One Road to Megiddo – 4:55
7. Bells of Death – 2:02
8. Funeral Caravan – 6:54
9. Fields of No Life – 4:31
10. Memorandum Melancholia – 8:13
11. The Secret Alliance – 3:37
12. Requiem of the Apocalypse – 5:47
13. Landscape of Souls – 2:41

## Formazione
- Nicklas "Terror" Rudolfsson - voce, chitarra
- Emma Karlsson - basso
- Daniel Moilanen - batteria
- Fredrik Johnsson - chitarra